# 六條八幡神社
六條八幡宮（日语：ろくじょうはちまんぐう）是位於兵庫縣神户市北區，屬於舊山田村13個村的總鎮守神社。

## 祭神
祭祀八幡大神。

## 历史

### 創建
根據社傳，六條八幡宮所在的山田之地是神功皇后行宫所在的靈地，據說這個地方在平安时代中期的長德元年（995年），由周防國的僧人基燈，興建了祭祀八幡三神的寶殿，是此神社的起源。若根據在元祿5年（1692年）成立的〈寺社御改書上帳〉（田中家文書）相關的史料，長德元年，基燈建立了圓融寺的草庵，並在鄉里之人的協助下，共同建立了祭祀八幡神的寶殿。基燈是在《今昔物語集》巻第13中登場的半傳説人物，但他的傳記是不能確定的。
之後，保安4年（1123年），當時山田庄的領主源為義，將在京都六條西洞院自宅中，所祭祀從石清水八幡宮分靈的左女牛八幡宮，分靈請神來合祭，這就是六條八幡這個稱呼的由來，從這時起，受到了足利家的廣泛尊敬，成為神佛習合的靈山。
歷史上，山田庄成為平家的没官領是在文治3年（1187年），源賴朝捐贈給左女牛八幡宮（根據《吾妻鏡》，<若宮八幡神社文書>），因此可以推定，六條八幡宮實際的創建應該是在這時期左右。

### 室町時代以後
室町时代的文正元年 （1466年），建立了三重塔。到了近世，貞享5年（1688年），再建了今日所見的本殿。
在明治時期，因遭受廢佛毀釋廢除了神宮寺。在明治時期的近代社格制度中被定為鄉社。之後，便以八幡大神為祭神了。

## 社殿
- 本殿
三間社流造，銅板葺。貞享5年再建。是神戶市指定文化財。
- 三重塔
室町時代中期的文正元年建立的和樣三重塔。在當時地方的有力人士鷲尾綱貞的推動下所建立。是大工藤原周次和小工藤原光重2人所做，從棟札留下的墨跡可以確認。總高13～19.1m，有檜皮葺屋頂，第一層内部設有佛壇，祭祀著阿彌陀佛三尊像。大正3年（1914年）4月17日被指定為國寶（日本所謂的舊國寶），並指定為戰後重要文化資產。平成14年（2002年）進行屋頂的大規模修復[8][9][10]。
- 藥師堂
基燈所創建圓融寺的遺構。
- 能舞台（神戶市指定文化財）

## 文化資產

### 國家
重要文化財
- 三重塔（附棟札3枚棟札）（大正3年4月17日指定）

### 神戶市
有形文化財
- 本殿（平成9年（1997年）10月23日指定）
- 舞台（同上）

登録文化財（無形民俗文化財）
- 流鏑馬神事（平成9年10月23日登録）

- 大銀杏（昭和49年（1974年）指定）

### 其他
- 與神功皇后有關的井等等。

## 地方組織相關活動
- 作為北神急行電鐵的巫女角色北神弓子，兩者的共同協力下開始了地域活化的計畫[11]。
第一項活動是在2016年1月1日，開始在電車上販售繪有北神弓子的御守，號稱是「夢想成真的幸福御守」。2017年1月1日起，則有新的御守設計[12]。

## 文獻
1. ↑  『好き！神戸 （页面存档备份，存于）』 - 神户市市民参画推進局
2. ↑  平家滅亡後被朝廷沒收的領地，後來被授予給源賴朝，作為征討之獎賞。
3. ↑  『仏塔巡礼 西国編』 P.52 - 長谷川周 〔ISBN 4487795966〕
4. ↑  『神戸市文書館　地図：北区 （页面存档备份，存于）』 - 神戸市文書館
5. ↑  『日本歴史地名大系　兵庫県の地名』、平凡社
6. ↑  『兵庫県大百科事典』、神戸新聞出版センター、1983
7. ↑  『全国八幡神社名鑑』 〔ISBN 4404030991〕 P.157
8. ↑  『六条八幡神社[永久]』 - 長谷川周
9. ↑  中西亨『日本塔総鑑』、同朋舎、1978
10. ↑  渡辺義雄『日本の塔－信仰とその象徴』、毎日新聞社、1982
11. ↑  『神戸市北区・六條八幡宮に北神弓子（北神急行電鉄マスコットキャラクター）御守りが登場します （页面存档备份，存于）』 - 北神急行電鐵
12. ↑  『来年から神戸市北区・六條八幡宮に新デザインの北神弓子（北神急行電鉄マスコットキャラクター）御守りが登場します。 （页面存档备份，存于）

## 外部連結
- 六條八幡宮（页面存档备份，存于）（兵庫縣神社廳）